# Stern-Seerose
Die Stern-Seerose (Nymphaea nouchali), ist eine Pflanzenart innerhalb der Familie der Seerosengewächse (Nymphaeaceae). Diese Wasserpflanze ist in Stillgewässern in Asien und Australasien weit verbreitet.

## Beschreibung

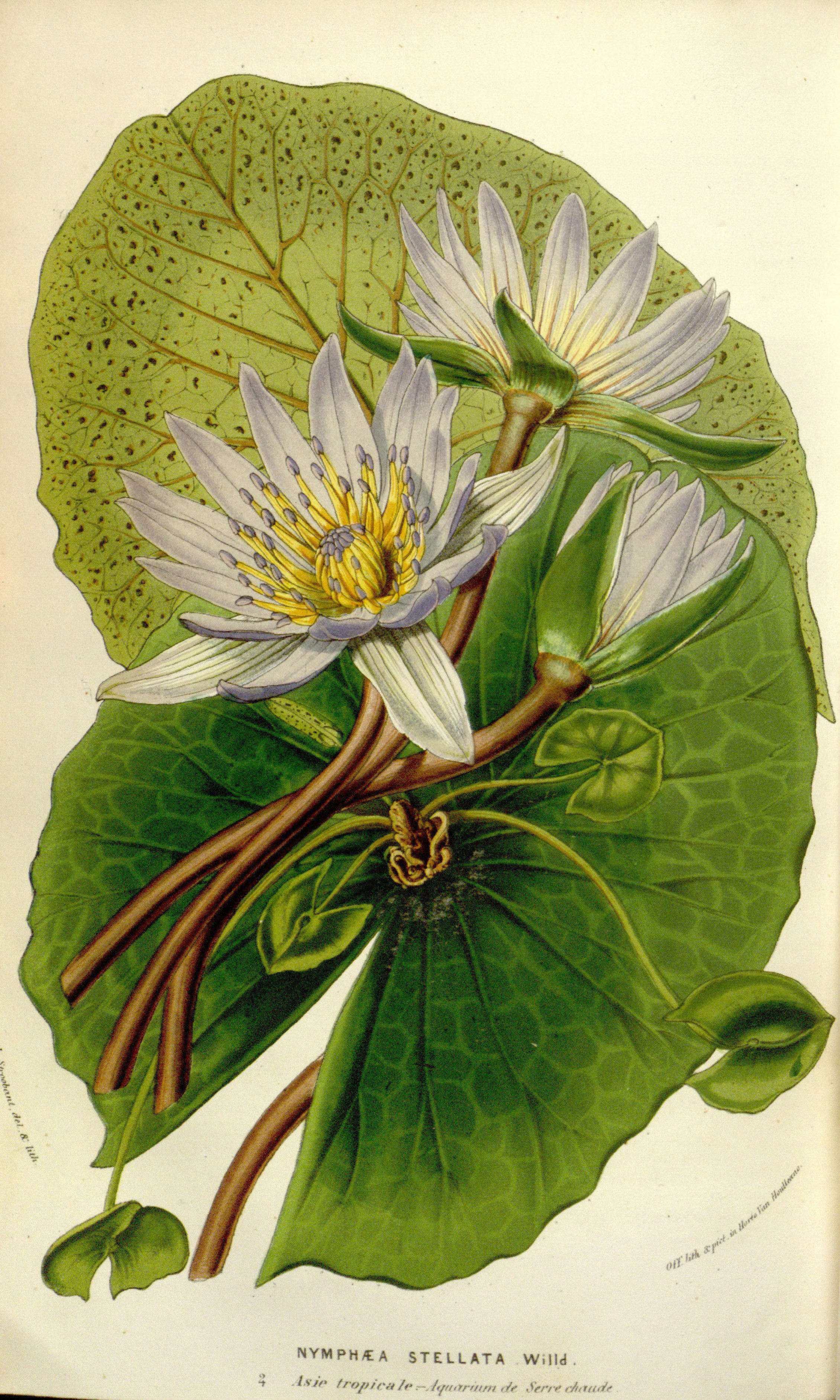
Illustration aus Flore des serres et des jardins de l’Europe, 8, 1852–53 - unter dem Namen Nymphaea stellata

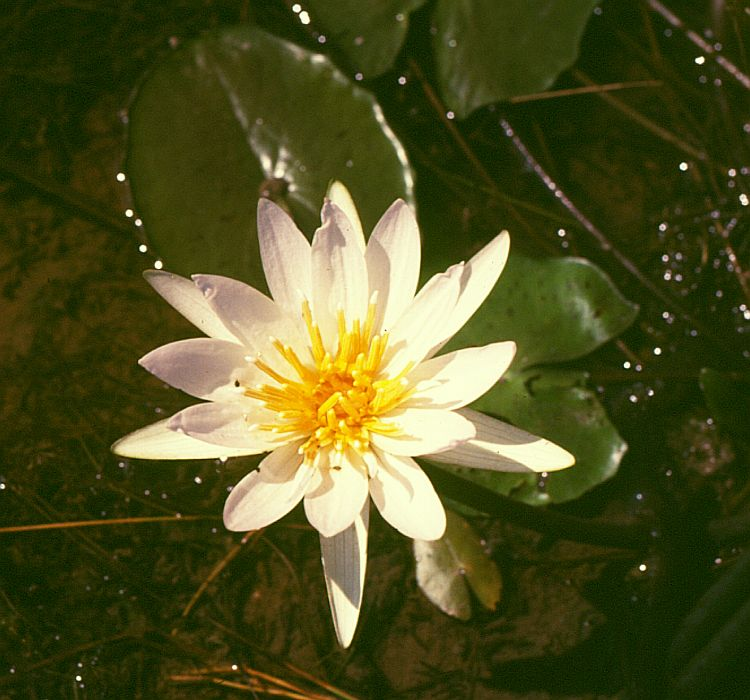
Eine Form mit weißlicher Blüte

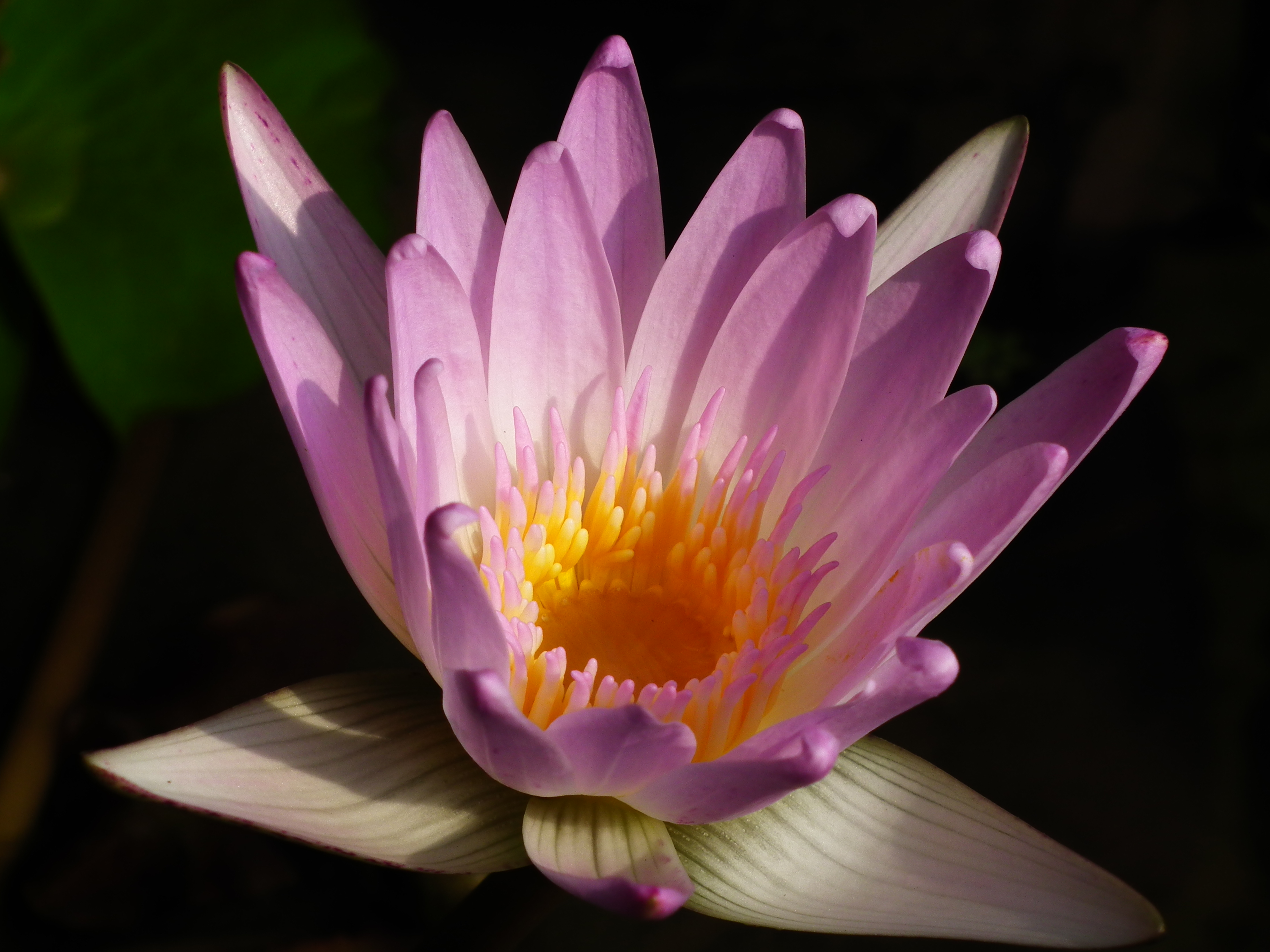
Eine Form mit rosafarbener Blüte

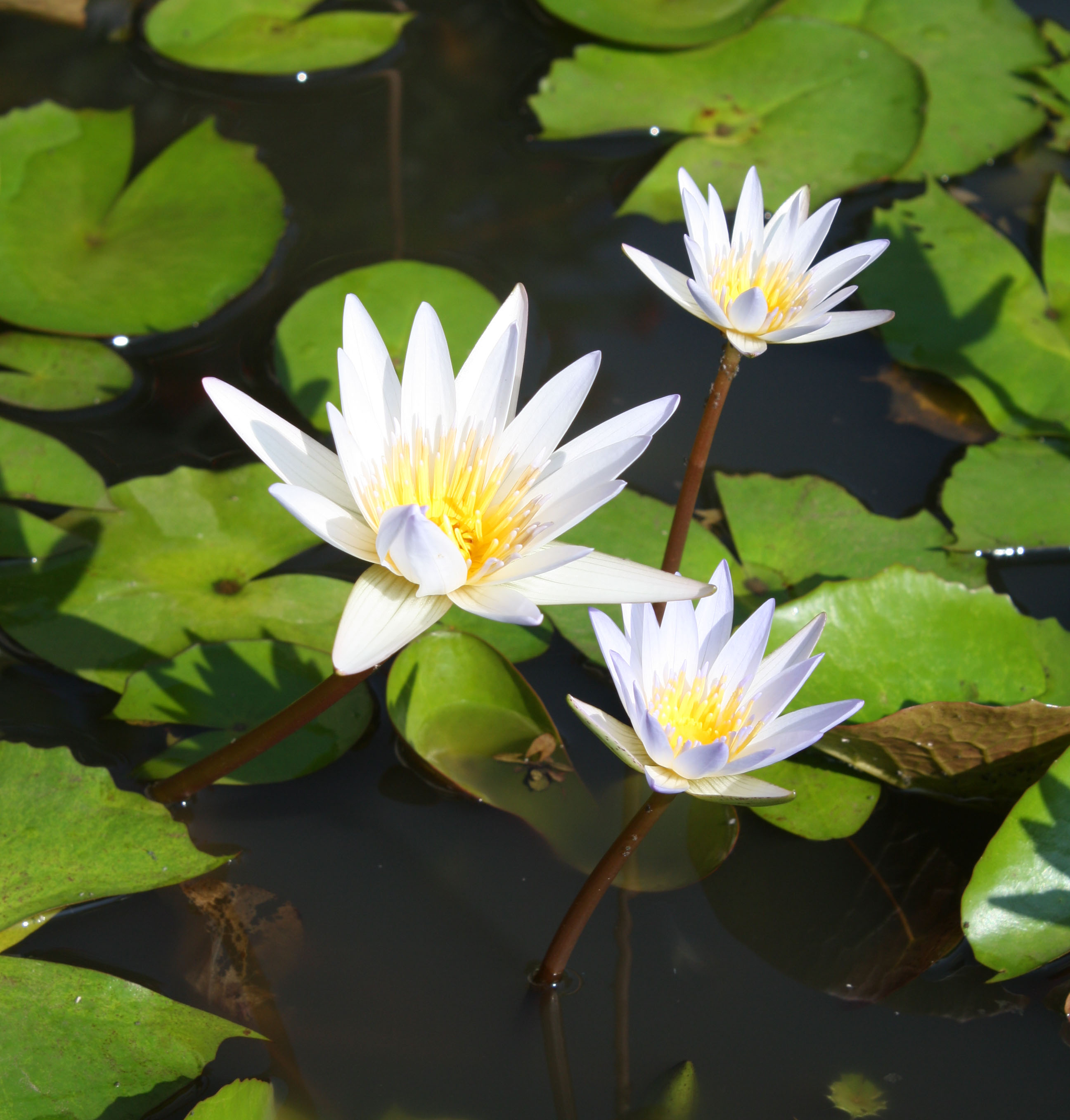
Schwimmblätter und lange gestielte Blüten, die nie reinweiß sind

### Erscheinungsbild und Blatt
Die Stern-Seerose ist eine ausdauernde krautige Pflanze. Diese Wasserpflanze bildet als Überdauerungsorgane aufrechte, unverzweigte Rhizome.
Die Laubblätter sind in Blattstiel und Blattspreite gegliedert. Die einfache, krautige Blattspreite ist bei einem Durchmesser von meist 7 bis 15, selten bis zu 45 cm elliptisch-kreisförmig bis kreisförmig, wenige Millimeter von der herzförmigen Spreitenbasis entfernt schildförmig (peltat). Die basalen Blattlappen sind parallel bis ausgebreitet. Die Blattränder sind fast glatt bis tief gekerbt. Die Blattunterseite ist kahl.

### Blüte, Frucht und Samen
Die Blütezeit reicht in China von Juli bis Dezember. Auf einem langen Blütenstiel stehen die Blüten etwa über der Wasseroberfläche. Die zwittrigen Blüten sind bei einem Durchmesser von 3 bis 15 cm schraubig aufgebaut mit doppelter Blütenhülle. Die haltbaren, freien Kelchblätter sind bei einer Länge von 2,5 bis 8 cm lanzettlich bis länglich-lanzettlich und es sind die Nerven etwas erkennbar. Die 10 bis 30 freien Kronblätter sind bei einer Länge von 4,5 bis 5 cm linealisch-länglich bis lanzettlich. Die Farben der Kronblätter reichen von purpurfarben getönten weiß über blau bis purpurrot. Der Übergang von Kronblättern zu Staubblättern erfolgt allmählich. Es sind viele Staubblätter vorhanden. Die Staubfäden der inneren Staubblätter sind mehr oder weniger breiter als die Staubbeutel. Die vielen Fruchtblätter sind untereinander nur teilweise verwachsen und die Wände zwischen den Wänden der Fruchtknotenkammern sind deshalb doppelt. Die Anhängsel der Fruchtblätter sind dreieckig-kegelförmig. Es sind selten 8 bis, meist 10 bis 30 Narbenstrahlen vorhanden.
Die Frucht ist bei einem Durchmesser von 1,5 bis 4,5 cm kugelförmig. Die bei einem Durchmesser von 0,5 bis 1,3 mm ellipsoid-kugeligen Samen besitzen Längsreihen mit Haaren (Trichomen).

### Chromosomenzahl
Die Chromosomenzahl beträgt 2n = 28, 56, 84.

## Verbreitung
Das weite Verbreitungsgebiet reicht von der afghanischen Provinz Laghman, Nepal, der pakistanischen Provinz Sindh, Indien, Bangladesch, Sri Lanka, die Andamanen und Nikobaren, Kambodscha, Laos, Myanmar, Thailand, Vietnam über und die chinesischen Provinzen Anhui, Guangdong, Hainan, Hubei sowie Yunnan bis Taiwan und von Indonesien, Malaysia, Papua-Neuguinea und den Philippinen bis zu den australischen Bundesstaaten nördlichen Northern Territory sowie nördlichen Queensland.

## Systematik
Die Erstveröffentlichung von Nymphaea nouchali erfolgte 1768 Nicolaas Laurens Burman in Flora Indica ... nec non Prodromus Florae Capensis, S. 120. Synonyme für Nymphaea nouchali Burm. f. sind: Nymphaea bernierana Planch., Nymphaea emirnensis Planch., Nymphaea madagascariensis DC., Nymphaea stellata Willd. Ein Homonym ist Nymphaea nouchali auct. nonn., womit aber oft Nymphaea pubescens Willd. gemeint ist.
Nymphaea nouchali gehört zur Untergattung Brachyceras in der Gattung Nymphaea.

### Varietäten
Es werden sieben Varietäten der Art Nymphaea nouchali Burm.f. anerkannt:
- Nymphaea nouchali var. caerulea (Savigny) Verdc.
- Nymphaea nouchali var. mutandaensis Verdc.
- Nymphaea nouchali var. nouchali
- Nymphaea nouchali var. ovalifolia (Conard) Verdc.
- Nymphaea nouchali var. petersiana (Klotzsch) Verdc.
- Nymphaea nouchali var. versicolor (Sims) Guruge & Yakand.
- Nymphaea nouchali var. zanzibariensis (Casp.) Verdc.

## Nationalblume
Die Nymphaea nouchali mit weißen Blüten ist Nationalblume Bangladeschs. In Wappen Bangladeschs befindet sich die stilisierte Darstellung einer Nymphaea nouchali. Die Nymphaea nouchali mit blauen Blüten ist Nationalblume Sri Lankas.